# U/20-EM i håndbold (mænd)
|  | Sammenskrivningsforslag Artiklen Junior-EM i håndbold (mænd) er foreslået føjet ind i U/20-EM i håndbold (mænd). (Siden februar 2024) Diskutér forslaget |

U/20-EM i håndbold for mænd er et mesterskab for europæiske herrehåndboldlandshold med spillere, der tidligst må fylde 20 år i det år, mesterskabet afvikles. U/20-mesterskabet er arrangeret af European Handball Federation hvert andet år siden 2004, hvor det afløste det tidligere junior-EM for mænd, som blev afviklet i perioden 1996-2002.

## Medaljestatistik 2004-2010
| Plac. | Land      | Guld | Sølv | Bronze | Total |
| ----- | --------- | ---- | ---- | ------ | ----- |
| 1.    | Danmark   | 2    | 1    | 1      | 4     |
| 2.    | Tyskland  | 2    | 1    | -      | 3     |
| 3.    | Sverige   | -    | 1    | -      | 1     |
| 4.    | Portugal  | -    | 1    | -      | 1     |
| 5.    | Slovenien | -    | -    | 2      | 2     |
| 6.    | Frankrig  | -    | -    | 1      | 1     |

## Mesterskaber 2004-2010
| Turn. | Værtsland | Guld     | Sølv     | Bronze    | Danmarks plac. |
| ----- | --------- | -------- | -------- | --------- | -------------- |
| 2004  | Letland   | Tyskland | Danmark  | Slovenien | Nr. 2          |
| 2006  | Østrig    | Tyskland | Sverige  | Danmark   | Nr. 3          |
| 2008  | Rumænien  | Danmark  | Tyskland | Frankrig  | Nr. 1          |
| 2010  | Slovakiet | Danmark  | Portugal | Slovenien | Nr. 1          |
| 2012  | Tyrkiet   | Spanien  | Kroatien | Slovenien | Nr. 10         |